# Match aller-retour
Pour les articles homonymes, voir Aller retour (homonymie) et match retour.
 (août 2023).
Si vous disposez d'ouvrages ou d'articles de référence ou si vous connaissez des sites web de qualité traitant du thème abordé ici, merci de compléter l'article en donnant les références utiles à sa vérifiabilité et en les liant à la section « Notes et références ».
Un match aller-retour oppose à deux reprises deux équipes d'une compétition sportive à élimination directe. Il s'agit ni plus ni moins qu'un « tournoi à deux tours » avec deux équipes. En principe, le match-aller est disputé sur le terrain d'une des deux équipes et la seconde équipe reçoit pour le match-retour. L'ordre des matchs est déterminé soit en fonction de résultats précédents soit après un tirage au sort. Le vainqueur est déterminé par le cumul des résultats des deux rencontres.
Ce système est utilisé dans de nombreux sports collectifs tels que le football (d'où il est originaire), le basket-ball, le handball, le volleyball... Comme moyen d'élimination, il s'oppose, au match unique, à la série éliminatoire et est notamment fréquemment utilisé dans tout ou partie des coupes d'Europe.

## Fonctionnement
Faire jouer la rencontre une fois sur le terrain de chacun est censé notamment améliorer l'équité sportive (voir justification).

### Terrain
Le terrain peut poser des problèmes à deux niveaux :
- lorsque certaines équipes partagent le même terrain, la rencontre aller-retour est un double-derby. Cependant, il reste le contrôle de la billetterie. Exemple : les matchs entre l'Inter et l'AC Milan qui partagent le Stade San Siro.
- l'un des deux terrains peut être indisponible, ou bien certains joueurs ne peuvent y accéder, comme lors de conflits internationaux. Dans ce cas, l'équipe concernée peut accepter de jouer le match sur un terrain neutre, sur le terrain de son adversaire ou, sans solution, est alors pénalisée. Exemple : le RK Zagreb, vainqueur de la Coupe des clubs champions européens de handball 1991-1992, a joué ses matchs « à domicile » sur terrain neutre, probablement à cause de la Guerre de Croatie.

### Vainqueur
Le vainqueur est déterminé par un cumul des unités marquées par chaque équipe : le plus souvent il s'agit du nombre de buts, mais cela peut aussi être le nombre de points (comme par exemple en Copa Libertadores). Les deux modes de calcul aboutissent au même résultat, sauf dans le cas où chaque équipe remporte un match (même nombre de points) et que les deux scores sont d'amplitude différente.

### Départage
En football, en utilisant la règle des scores cumulés, les marques assez basses font que les deux équipes peuvent avoir marqué autant de buts et se retrouver donc à égalité après deux rencontres. Un moyen de départager est alors de compter les buts marqués à l'extérieur en leur accordant plus de valeur. Ce critère arbitraire est apparu en Europe à la fin des années soixante pour éviter d'avoir à disputer sur terrain neutre un troisième match, dit d'appui, ou pire, un tirage au sort dans les cas où le calendrier ne permet pas l'organisation d'une rencontre supplémentaire (la règle des tirs au but n'étant pas encore en vigueur). Des variations de l'application de la règle des buts à l'extérieur existent : si en compétition européenne, on l'utilise après le temps règlementaire et après les prolongations, on peut ne l'utiliser qu'à l'issue de l'un ou de l'autre (Copa Libertadores depuis 2005, et Coupe de la ligue anglaise), voire à aucun moment (barrages du championnat du Mexique).
L'application stricte de la règle des points, sans prise en compte du nombre de buts, peut en revanche priver de qualification une équipe dominatrice sur l'ensemble des deux matchs. En qualifications pour la Coupe du monde 1954, l'Espagne, vainqueur de la Turquie au match aller 4-1 et défaite au retour 0-1 (score cumulé de 4 à 2, mais deux points partout), n'a pu s'imposer lors du match d'appui (score de parité après prolongation) et a finalement été éliminée au tirage au sort.
En basket-ball européen, le match-retour qui aboutit à une égalité sur les deux rencontres, donne lieu à une période de prolongation, qui aboutit à un vainqueur ou bien se répète.
Au handball, la règle des buts marqués à l'extérieur est le plus souvent en vigueur. En cas d'égalité parfaite au terme des deux matchs, une séance de jets de 7 m (tirs au but) peut-être jouée.

## Justification
- donner à chacun l'avantage et le désavantage du terrain : les deux équipes adverses jouent chacune à domicile et à l'extérieur. Cependant, l'équipe qui reçoit au match-retour dispose a priori d'un petit avantage supplémentaire (savoir quel score est suffisant pour la qualification tout en bénéficiant du soutien du public).
- éviter le problème d'équité lié à un match unique joué sur le terrain d'une des deux équipes (l'équipe à domicile étant favorisée).
- éviter les difficultés liées à l'organisation d'un match simple sur un terrain neutre : choix du stade, de la ville d'accueil, etc.
- réduire les aléas : lors de tournois à élimination directe, la mesure est très appréciée des clubs favoris qui ne sont pas à l'abri d'une mauvaise partie ou d'un adversaire valeureux.
- permettre des recettes supplémentaires : chaque équipe qui reçoit à domicile encaisse les recettes liées à la billetterie, aux droits de retransmission à la télévision, etc. À l'inverse, les revenus (billets, rafraichissements, marchandises) d'une rencontre unique sont souvent partagés et donc finalement moindre.

On retrouve les mêmes justifications derrière le modèle du championnat, généralisé dans les sports collectifs. En vue d'assurer une légitimité au classement, tout le monde doit recevoir tous les autres de niveau apparenté tout le long de la saison sportive. Sur le principe, le match aller-retour est comme un championnat à deux équipes. Dans le cadre d'une compétition de coupe, il permet simplement une élimination rapide et incontestable.
En football le match aller-retour est très répandu. De nombreuses exceptions existent pourtant et sont motivées dans un souci d'allègement du calendrier, comme la Coupe de France de football. D'autres variantes sont possibles. Par exemple, en Coupe du Brésil de football, lors des premiers tours, on exempt de match-retour ceux qui gagnent le match-aller par deux buts d'écart ou plus ; dans le même pays, les championnats régionaux comme celui de São Paulo, n'opposent qu'une fois les vingt participants ; dans certains championnats comme au Danemark, les douze équipes s'affrontent trois fois et non pas deux.
Les finales de compétitions constituent un cas particulier. La désignation du site d'une finale se fait en général en amont de la compétition. Sauf concours de circonstance, le stade choisi fait figure de terrain neutre et se prête à un match unique et décisif. En fait, peu de finales se jouent en matchs aller-retour (ce qui parfois revient à consacrer le perdant d'une rencontre, fût-il vainqueur au cumul). Pendant longtemps, la Coupe de l'UEFA s'est démarquée en proposant une finale en match aller-retour, mais cette formule a été abandonnée au profit du match simple.